# San Telmo (Buenos Aires)

Lage von San Telmo in Buenos Aires

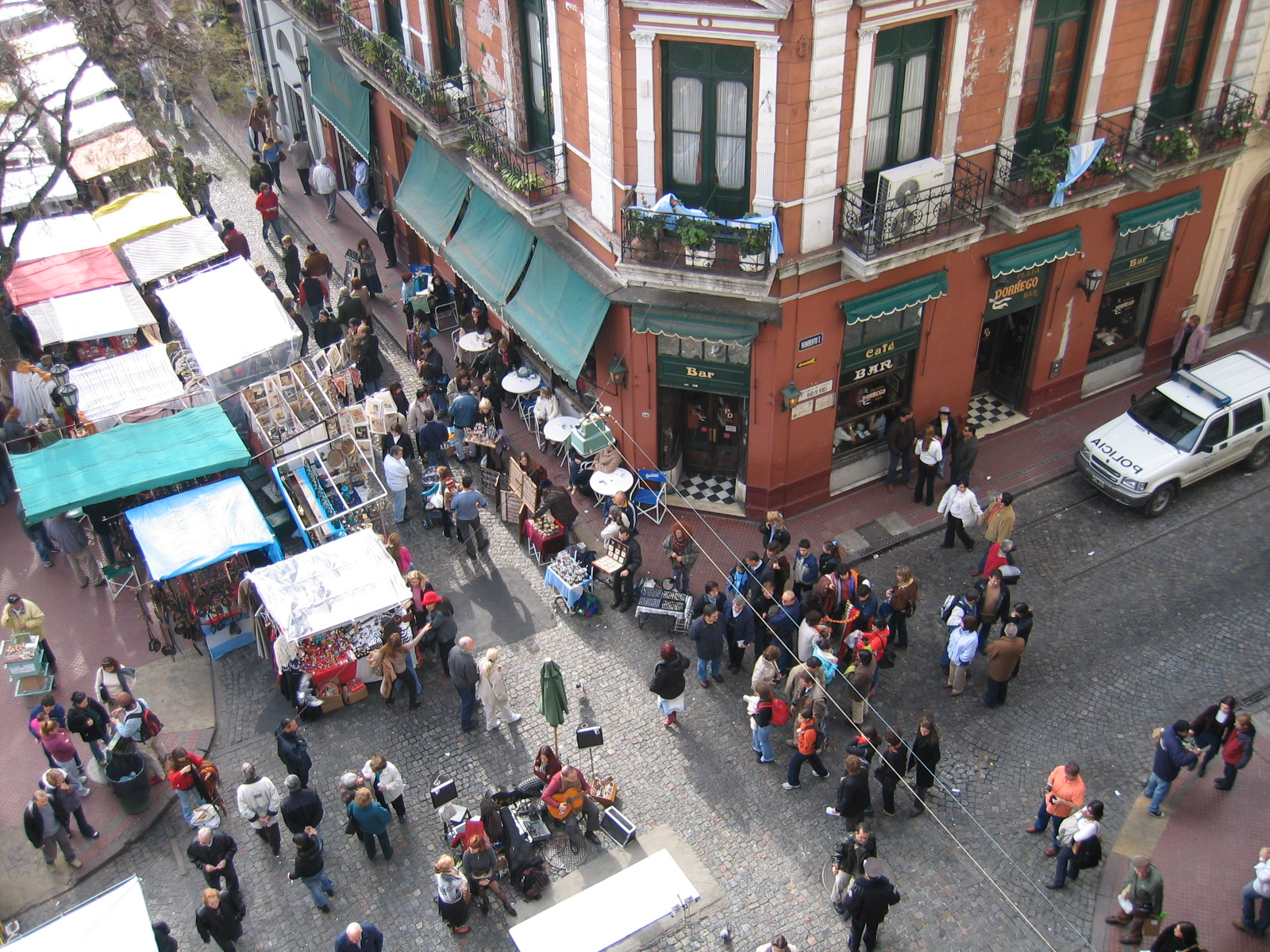
Die Plaza Dorrego

San Telmo ist ein Stadtteil im Südosten der argentinischen Hauptstadt Buenos Aires. Der Stadtteil hat 25.969 Einwohner auf einer Fläche von 1,3 km² (Stand von 2001). Die Bevölkerungsdichte entspricht somit 19.976 Einwohner pro km² und liegt damit über dem Durchschnitt von Buenos Aires, der ca. 13.500 Einwohner/km² beträgt. Von 1991 auf 2001 nahm die Bevölkerung um fast acht Prozent ab.
San Telmo wird dem „Sur“, dem Süden der Stadt, zugeordnet, der als Gründungskern von Buenos Aires angesehen wird. Das Viertel liegt auf der Verbindungslinie zwischen dem ehemaligen Hafen in La Boca und dem historischen Stadtzentrum, dem Bereich des heutigen Microcentro, und entstand durch die Niederlassung zahlreicher Händler an dieser wichtigen Route.

## Beschreibung
San Telmo ist architektonisch stark geprägt durch Altbauten aus dem 19. Jahrhundert. Neubauten vor allem aus der zweiten Hälfte des 20. Jahrhunderts, die andere Stadtteile wie z. B. Palermo stark prägen, finden sich hier seltener, da ein großer Teil des Stadtteils unter Denkmalschutz steht.
Nach einer Zeit wirtschaftlichen Niederganges hat sich San Telmo seit Mitte der 1990er-Jahre zunehmend zu einem touristisch geprägten Stadtteil entwickelt, in dem sich u. a. zahlreiche Restaurants mit täglichen Tangoshows speziell für touristisches Publikum befinden. Auf der zentral im Stadtteil gelegenen Plaza Dorrego findet jeden Sonntag ein großer Antiquitätenmarkt, die Feria de San Pedro Telmo, statt. Weitere Sehenswürdigkeiten sind der Parque Lezama, das Museo de Arte Moderno, das Historische Nationalmuseum von Argentinien und die Casa Esteban de Luca, das ehemalige Wohnhaus des Dichters der ersten Nationalhymne, das heute als Historisches Monument geschützt ist.
Während San Telmo selbst wie viele innerstädtische Stadtteile von Buenos Aires mit wenig Grünflächen aufwartet, grenzt es im Osten an die Reserva Ecológica, die größte zusammenhängende Grünfläche der Stadt.